# Az Ezüst-tó kincse (film)
Az Ezüst-tó kincse Karl May azonos című regénye alapján 1962-ben készült 111 perces NSZK-jugoszláv kalandfilm. A forgatókönyv jelentősen eltér az eredeti alkotástól. A főbb szerepeket Lex Barker és Pierre Brice mellett Götz George, Herbert Lom és Karin Dor alakítja.

## Cselekmény
A kis nyugati városkába, Tulsába lovas nélküli postakocsi érkezik,  benne Fred Engel meggyilkolt apjával, Az öregnél egy kincsestérkép egyik része volt, amely a titokzatos Ezüst-tóhoz vezet. Az idős embert a Colonel gyilkolta, azonban a térképnek csak a felét szerezte meg. Old Shatterhand és Winnetou a nyomok alapján felfedezik a bűncselekményt, Charlie Tulsába lovagol, Winnetou a rablók nyomába ered. Fred Engel apja gyilkosait keresi, majd Sam Hawkensszel, tréfás társával, Gunstickkal és másokkal együtt találkozik Old Shatterhanddel. A nagy vadász megtudja Fredtől, hogy a kincsestérkép másik fele Mrs. Butler megerősített farmján van Mr. Pattersonnál. Mivel azonban egy kém kihallgatta a beszélgetést, a banditák támadása várható a birtokon. Fredék éppen időben érkeznek, hogy visszaverjék a banditák első támadását. A Colonel emberei azonban elfogják Mr. Pattersont és a lányát, Ellent, akik éppen lovaglásról térnek vissza, és csak a kincsestérkép másik darabjáért – amit Patterson a farmon hagyott – cserébe akarják elengedni őket.
Egy titkos alagúton keresztül Old Shatterhand és Fred Engel kijutnak a tanyáról, kiszabadítják Pattersont és a lányát, majd visszaviszik őket a farmra. A banditák feldühödve újabb támadást indítanak a major ellen. Az utolsó pillanatban megérkezik Winnetou baráti indiánokkal az Osage törzsből. Ezzel az erősítéssel menekülésre késztetik a banditákat.
Útban az Ezüst-tó felé Old Shatterhandet, Winnetou-t és a többieket, akikhez a pillangóvadász angol Lord Castlepool is csatlakozott, az utah törzs veszi körül, akik úgy vélik, hogy annak a csoportnak a tagjai, akik felgyújtották a falujukat. A valóságban az indián falut a Colonel és banditái rohanták le. A zűrzavarban a Colonelnek sikerül elrabolnia Ellen Pattersont. Később Fred Engel, azzal a szándékkal, hogy késleltesse a rablókat, csatlakozik hozzájuk. Mindkettejüket fogolyként viszik magukkal. Old Shatterhandnek életre-halálra meg kell küzdenie az utahok főnökével, Nagyfarkassal, hogy meggyőzze az indiánokat barátai ártatlanságáról. Old Shatterhand megnyeri a harcot, eszméletlenné téve Nagyfarkast.
Az Ezüst-tóhoz az utazás ismét megakad, amikor az utahok alvezére saját kezdeményezésére megtámadja a fehéreket, de ezért a saját főnöke lelövi. A békepipa elszívása után Old Shatterhandék és az indiánok az Ezüst-tó felé veszik az utat, ahová a Colonel Ellen Pattersonnal és Fred Engellel már meg is érkezett. A banditák tutajt kezdenek el építeni. Frednek és Ellennek majdnem sikerül megszöknie, de nem sokkal azután, hogy átúsznak a tavon, megpillantja őket az egyik őr, akinek a lovakkal kellett volna maradnia. A Colonel és alvezérei áteveznek a tavon egy barlanghoz, ahol a kincs van. A vezér előzetesen parancsba adja, ha a három óra elteltével sem térnek vissza időben, Fredet akasszák fel.
A barlangban a banditák találkoznak a kincset őrző öreg „Nagy Medvével”, és minden további nélkül leütik. A barlang belsejében lévő fülkében lévő kincs megtalálása után azonnal egymásnak esnek az aranylázban égő banditák, amelynek vet véget, azzal, hogy végez alvezéreivel. Amikor a kincs után nyúl, a leütött indián egy láncot húz meg, így a kincs és a Colonel a mélységbe zuhan. A banditavezér lassan egy földalatti lápba süllyed.
Mivel a megszabott idő eltelte után sincs híre a vezéreknek, a parton várakozó banditák elvesztik a türelmüket, és meg akarják ölni Fredet. Amikor Old Shatterhand és társai megérkeznek az indiánokkal együtt az Ezüst-tóhoz, az utolsó pillanatban meg tudják akadályozni Fred meggyilkolását, mivel Old Shatterhand átlövi az akasztáshoz használt kötelet. A banditák véglegesen vereséget szenvednek, és Lord Castlepool az egyik bandita vállán megtalálja még a rendkívül ritka Papilio polymnestor parinda lepkét is, amely hiányzott a gyűjteményéből.

## Szereposztás
| Szerep          | Színész        | Magyar hangja (1. szinkron, 1977) | Magyar hangja (2. szinkron) |
| --------------- | -------------- | --------------------------------- | --------------------------- |
| Old Shatterhand | Lex Barker     | Szabó Gyula                       | Jakab Csaba                 |
| Winnetou        | Pierre Brice   | Körtvélyessy Zsolt                | Kárpáti Levente             |
| A Colonel       | Herbert Lom    | Szabó Ottó                        | Oberfrank Pál               |
| Fred Engel      | Götz George    | Kránitz Lajos                     | Sótonyi Gábor               |
| Ellen Patterson | Karin Dor      | Egri Márta                        | Kiss Virág                  |
| Mrs. Butler     | Marianne Hoppe | Győri Ilona                       | Menszátor Magdolna          |
| Lord Castlepool | Eddi Arent     | Tahi Tóth László                  | Forgács Gábor               |
| Sam Hawkens     | Ralf Wolter    | Gálvölgyi János                   | Versényi László             |
| Nagyfarkas      | Jozo Kovačević | Tordy Géza                        | N/A                         |

## Forgatási helyszínek
1. Plitvicei-tavak
2. Rijeka
3. Starigrad-Paklenica

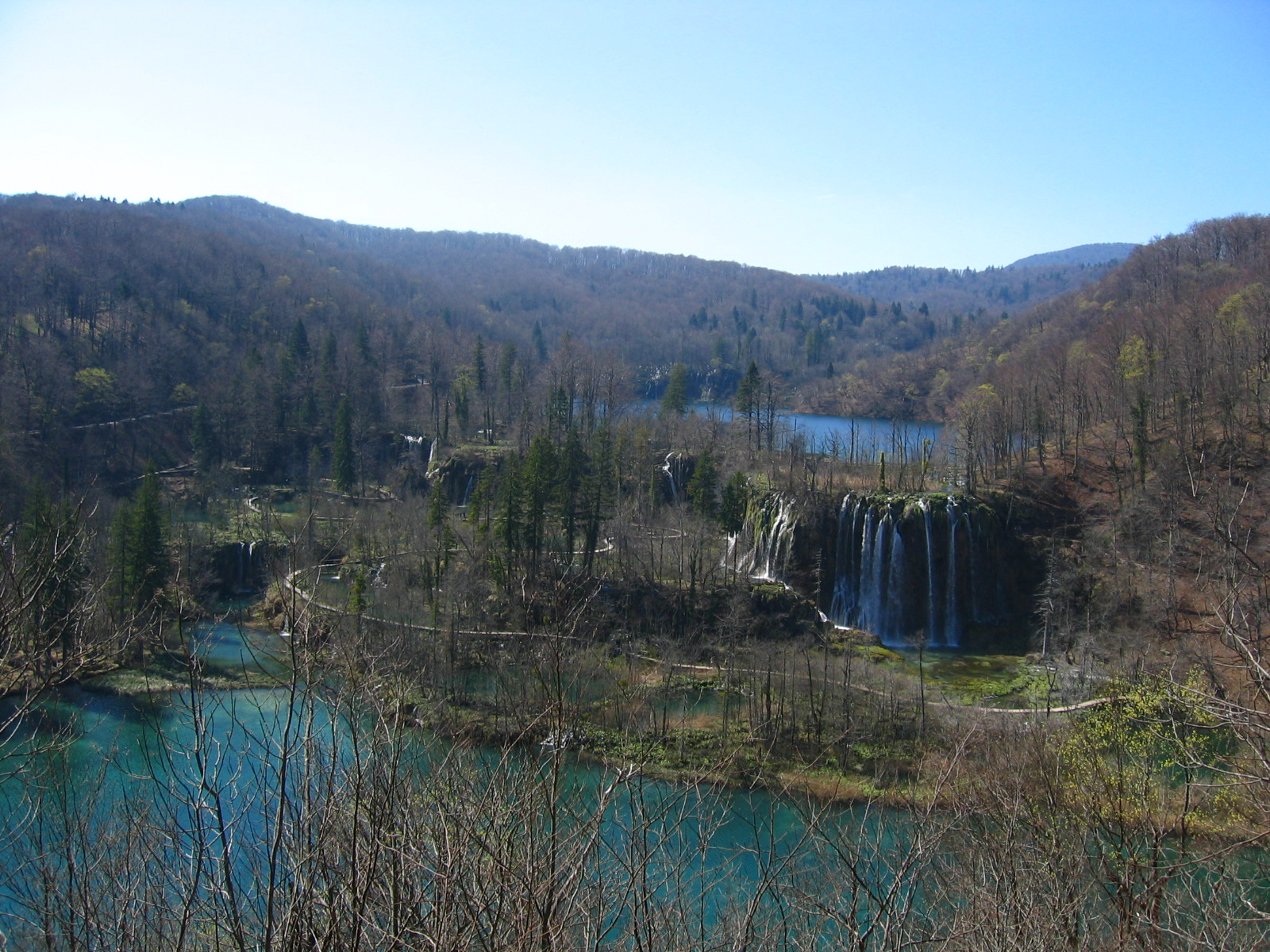
Galovac-vízesés a Plitvicei-tavakban (2007)
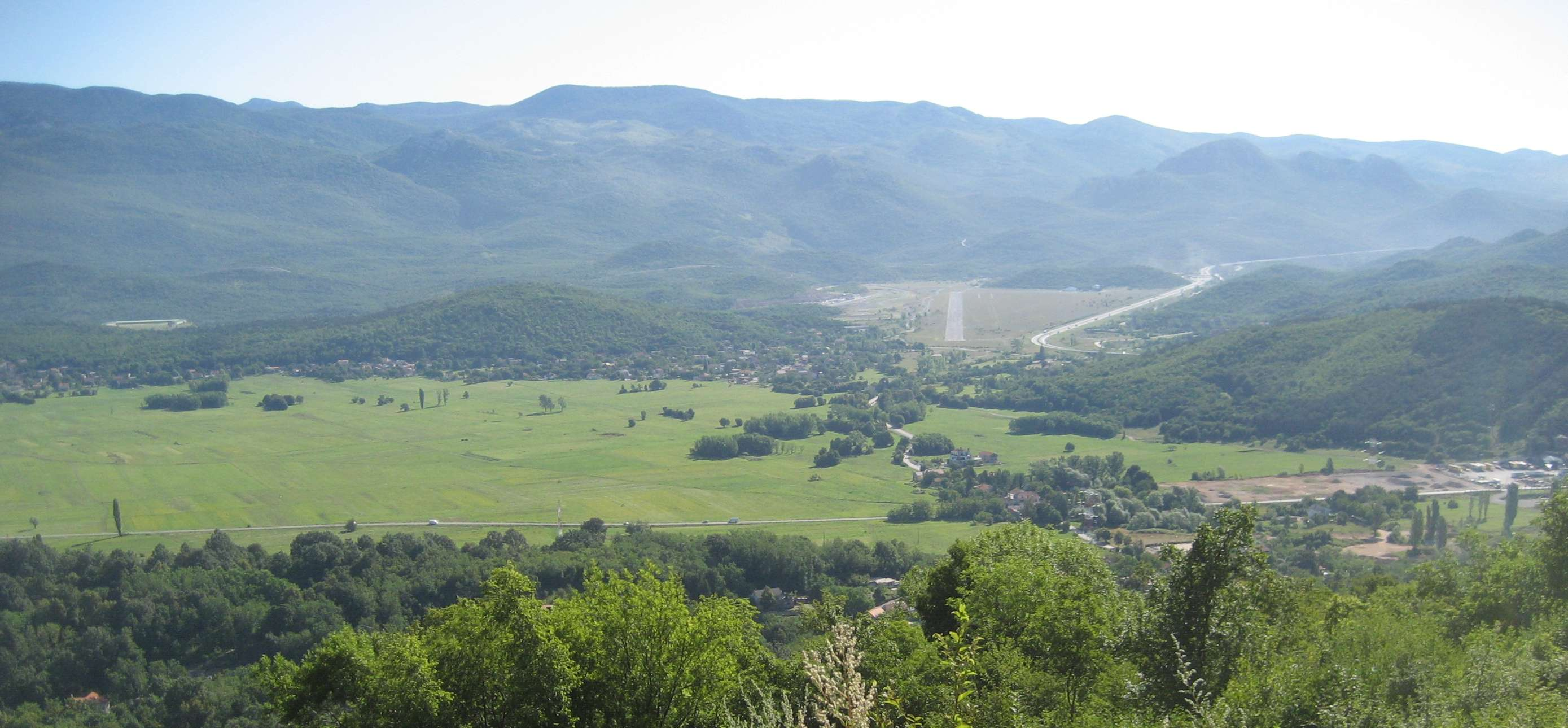
Grobnik-völgy (2009)
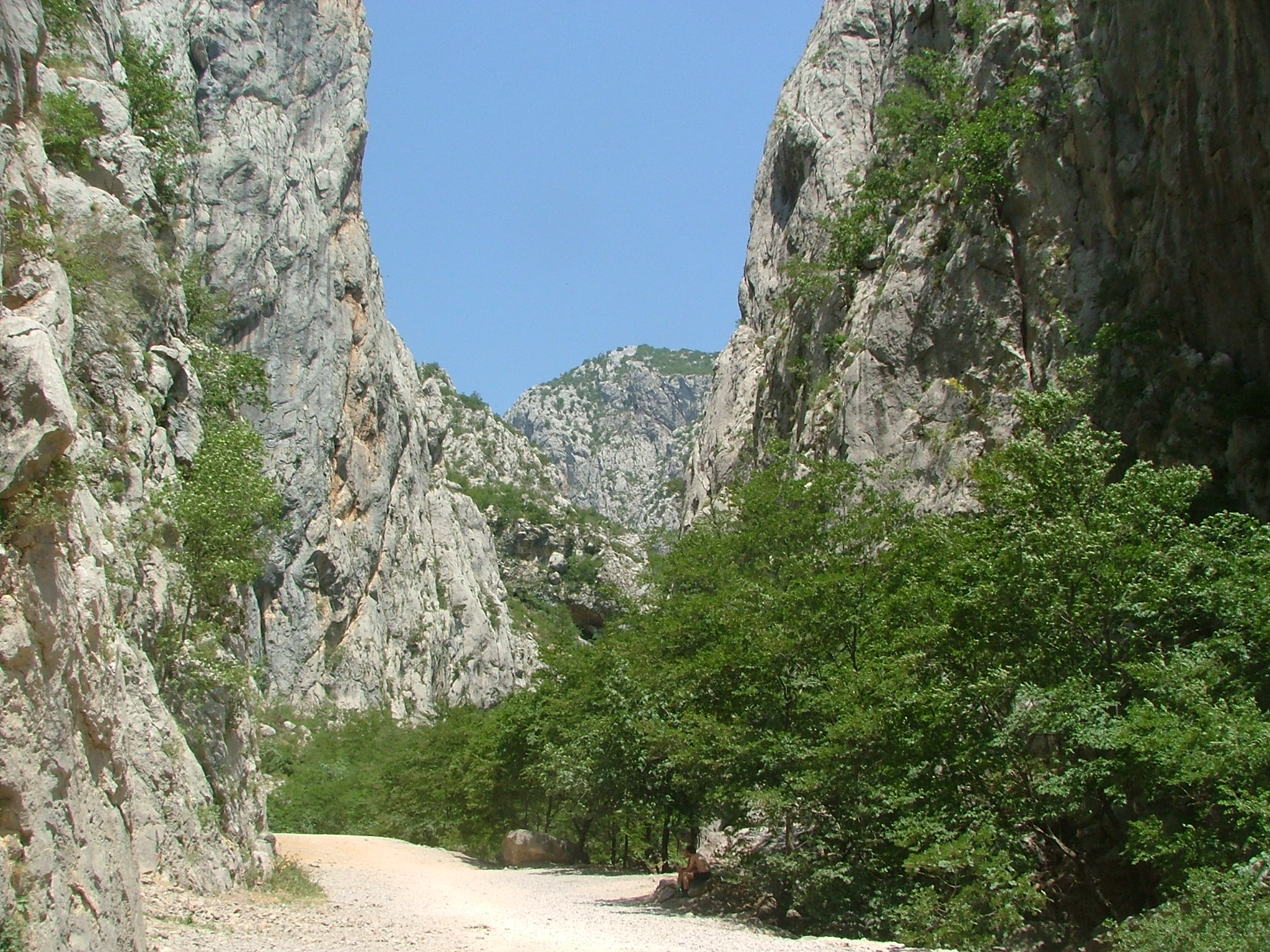
Paklenica-szurdok (2005)

Az eredeti terv szerint a hiányzó jeleneteket 1962. október 3. és október 5. között forgatták volna a berlini CCC stúdióban , de végül úgy döntöttek, hogy a filmet a zágrábi Jadran Filmgyárban fejezik be. A barlang belsejében készült felvételek a Piran Filmstúdióban készültek. Ezután a stáb Hamburgba repült, ahol Hermann Haller, a vágó tovább dolgozott a film utómunkálatain.

## Díjak, elismerések
- Goldene Leinwand (1963)[5]
- Bambi-díj (1964)[6]
- A Wiesbaden Film Rating Office 1963. január 24-én „értékesnek” minősítette.

## Fordítás
- Ez a szócikk részben vagy egészben  a   Der Schatz im Silbersee (Film) című német Wikipédia-szócikk ezen változatának fordításán alapul.  Az eredeti cikk szerkesztőit annak laptörténete sorolja fel. Ez a jelzés csupán a megfogalmazás eredetét és a szerzői jogokat jelzi, nem szolgál a cikkben szereplő információk forrásmegjelöléseként.